# Лена Чамамјан
Лена Чамамјан (Дамаск, 27.јун 1980) је сиријско-јерменска певачица и текстописац позната по свом јединственом гласу. Укључује џез, фадо, као и латино и афричку музику, па чак и елементе опере у своју музику. Певајући на арапском, јерменском, сиријском, енглеском и француском, позната је као једна од најпопуларнијих певачица који се појављују у савременој сиријској музици.

## Биографија
Лена је рођена у Дамаску, главном граду Сирије 1980. године. Њен отац Артине је Јермен из Алепа, мајка Гада – Сиријка из Мардина, града на југоистоку данашње Турске. Течно говори четири језика: арапски, јерменски, енглески и француски.

## Образовање
Своје музичко образовање Лена дугује својој баки Арак, која ју је упознала са класичним певањем и традиционалном музиком, и посебно њеном оцу, саксофонисти, који је делио љубав према јерменском језику и музици. У детињству је похађала јерменску католичку школу у старом граду Дамаску. Лена је почела да учи теорију музике са девет година и њен први инструмент је био ксилофон. Након студија финансијског менаџмента на Универзитету у Дамаску, уписала је Државни музички конзерваторијум где је студирала класично певање. Дипломирала је на конзерваторијуму 2007. године и тада је већ била једна од најпознатијих женских арапских извођача на Блиском истоку. 

## Музичка каријера
Ленин глас – лирски сопран је веома редак у арапском свету и убрзо ју је издвојио од осталих певача. Док је студирала на конзерваторијуму, Лена је започела музички пројекат, путујући по сиријским селима са колегама, настојећи да комбинује утицаје џеза са оријенталним, арапско-јерменским музичким наслеђем. Овај пројекат је на крају довео до продукције њена прва два албума, Хал Асмар Елон (Hal Asmar Ellon) 2006. и Шамат (Shamat) 2007. године, у којима је ремиксовала нове верзије традиционалних и класичних песама, удишући нови ваздух у познате арапске класике. 
Током студија, пријавила се и на блискоисточно музичко такмичење Радио Монте Карла, прво такве врсте, на којем је победила 2006. године. 2010. године, сврстана је међу 500 најутицајнијих личности у арапском свету. 2011. године се, након избијања грађанског рата у Сирији, сели у Париз, где тренутно живи и ствара. 
Након њеног пресељења у Париз, почела је да учи џез клавир, али и  да пише и компонује сопствену музику. Њена музика је наставила да црпи инспирацију из народне музике, а посебно из њених сиријско-јерменских корена. Наступала је широм Европе и Блиског истока, а 2014. године је учествовала као члан жирија и специјални гост на међународном такмичењу за јерменску музику у Москви. Ово је довело до сарадње са француско-јерменским текстописцем и џез-пијанистом Андреом Манукианом (André Manoukian). Заједно су 2015. произвели верзију јерменске песме Моутн Ер (Црно небо), у част 100. годишњице геноцида над Јерменима.
Њен четврти албум, ЛАВНАН (Две боје), изашао је 2016. године и настао из трогодишње сарадње са турским композитором и канун свирачем Гокселом Бактагиром. 

## Музички стил
Њена музика је позната по споју арапских (посебно сиријских) и јерменских народних песама заједно са западњачком класичном музиком и модерним стиловима, као што је џез.
Углавном пева на арапском и јерменском а позната је по комбиновању фолклорне музике са модерним стиловима, укрштању жанрова и стварању нове фузије традиционалног и новог. 

## Дискографија

### Албуми
- Hal Asmar Ellon (2006)
- Shamat (2007)
- Ghazl El Banat (2013)
- LAWNAN (2016)